# هيليبيري وامبريال سيرفيس كوليج
هيليبيري وامبريال سيرفيس كوليج (بالإنجليزية: Haileybury and Imperial Service College)‏ هي مدرسة مستقلة تقع قرب هيرتفورد في هارتفوردشير، إنكلترا. كانت في الاصل مدرسة عامة للبنين. الآن هي مختلطة ويسجل فيها الطلاب من أعمار 11–19 سنة ويبلغ عددهم أكثر من 750 طالب، 500 منهم في القسم الداخلي.
‌